# Cr 65
Cr 65 è un esteso ammasso aperto visibile al confine fra le costellazioni del Toro e di Orione.

## Osservazione

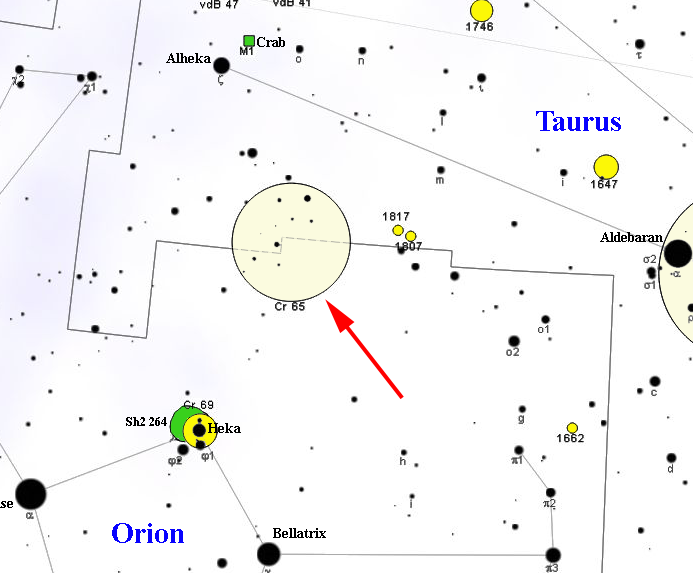
Mappa per individuare Cr 65.

Si individua con molta facilità circa 9,5° a nord della brillante stella Bellatrix, poco a sud delle stelle che rappresentano le due corna del Toro; è perfettamente visibile anche a occhio nudo, anche se le sue notevoli dimensioni, pari a quasi 4°, lo fanno apparire più simile a un normale addensamento casuale di stelle che a un ammasso aperto vero e proprio. Lo strumento ideale per la sua osservazione è un binocolo 10x50, dove è ben visibile entro tutto il campo visivo inquadrato e appare come un insieme allungato di stelle con magnitudine compresa fra la 5 e la 9. Un telescopio è in genere uno strumento inadatto, poiché gli eccessivi ingrandimenti non consentono di avere una visione d'insieme.
La declinazione moderatamente settentrionale di quest'ammasso favorisce gli osservatori dell'emisfero nord, sebbene si presenti circumpolare solo a partire da latitudini elevate; dall'emisfero australe la sua osservazione risulta particolarmente penalizzata soltanto dalle regioni situate a elevate latitudini meridionali. Il periodo migliore per la sua osservazione nel cielo serale è quello compreso fra ottobre e marzo.

## Storia delle osservazioni
Date le sue enormi dimensioni e il suo aspetto, che lo fa apparire più come un addensamento di stelle che un ammasso aperto, Cr 65 non è mai stato riconosciuto come tale fino alla prima metà del XX secolo, quando Per Collinder lo inserì nel suo catalogo di 471 ammassi aperti. Soltanto da allora si sono ricavati i suoi parametri fondamentali.

## Caratteristiche
Cr 65 è un ammasso molto esteso e disperso, pur contenendo una nutrita popolazione stellare che conta oltre 200 membri; la sua distanza è stimata sui 310 parsec (1010 anni luce) e ricade all'interno del Braccio di Orione, più o meno a metà distanza fra la Nube del Toro e la Regione di Lambda Orionis, due importanti aree nebulose in cui è attiva la formazione stellare. Il suo diametro reale è di circa 10 parsec.
Si tratta di un oggetto assai poco conosciuto e studiato; la sua età è stimata attorno ai 26 milioni di anni, risultando così un ammasso molto giovane. Studi incentrati sulla scala temporale di accrescimento delle giovani stelle di piccola massa hanno permesso di scoprire che le sue stelle PMS non sono più soggette ad accrescimento. Nella sua direzione è visibile la stella doppia HR 1847, formata da due giovani stelle di classe spettrale B, una delle quali è anche una stella Be; tuttavia la sua velocità radiale non corrisponde a quella delle stelle di Cr 65, pertanto un suo legame fisico con esso è escluso.